# Ubi primum (Benoît XIV)
Pour les articles homonymes, voir Ubi primum.
Ubi primum (Dès le premier moment en français) est la première encyclique du pape Benoît XIV, publiée le 3 décembre 1740. Traitant de la formation du clergé et de ses devoirs, elle est considérée comme étant la première lettre encyclique de l'Histoire de l'Église.